# Status Quo - The Best of 1972-1974
Status Quo - The Best of 1972-1974 è un album rarità del gruppo inglese Status Quo, uscito nel 1981.

## Il disco
Il prodotto racchiude undici tracce pubblicate dalla band di Francis Rossi tra il 1972 e il 1974, nei primi anni di contratto con la Vertigo Records.
Tutti i brani sono tratti dagli album Piledriver del 1972 (n. 5 UK), Hello! del 1973 (n. 1 UK) e Quo del 1974 (n. 2 UK).

## Tracce
Lato A
1. All the Reasons - 3:43 - (Parfitt/Lancaster)
2. Big Fat Mama - 5:53 - (Rossi/Parfitt)
3. Paper Plane - 2:57 - (Rossi/Young)
4. Blue Eyed Lady - 3:50 - (Lancaster/Parfitt)
5. Roll Over Lay Down - 5:41 - (Rossi/Young/Lancaster/Parfitt/Coghlan)

Lato B
1. Caroline - 5:53 - (Rossi/Young)
2. Softer Ride - 4:00 - (Lancaster/Parfitt)
3. Backwater - 4:21 - (Parfitt/Lancaster)
4. Just Take Me - 3:39 - (Parfitt/Lancaster)
5. Break the Rules - 3:38 - (Rossi/Young/Parfitt/Lancaster/Coghlan)
6. Drifting Away - 5:05 - (Parfitt/Lancaster)

## Formazione
- Francis Rossi (chitarra solista, voce)
- Rick Parfitt (chitarra ritmica, voce)
- Alan Lancaster (basso, voce)
- John Coghlan (percussioni)